# Friedrich Fülleborn

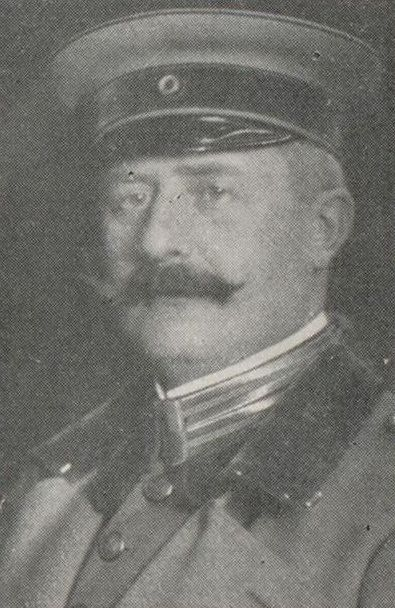
Friedrich Fülleborn, um 1912

Friedrich Georg Hans Heinrich Fülleborn (* 13. September 1866 in Kulm in Westpreußen; † 9. September 1933 in Hamburg) war Tropenmediziner und Naturwissenschaftler. Er war Kaiserlicher Regierungsarzt in der Armee. 

## Leben

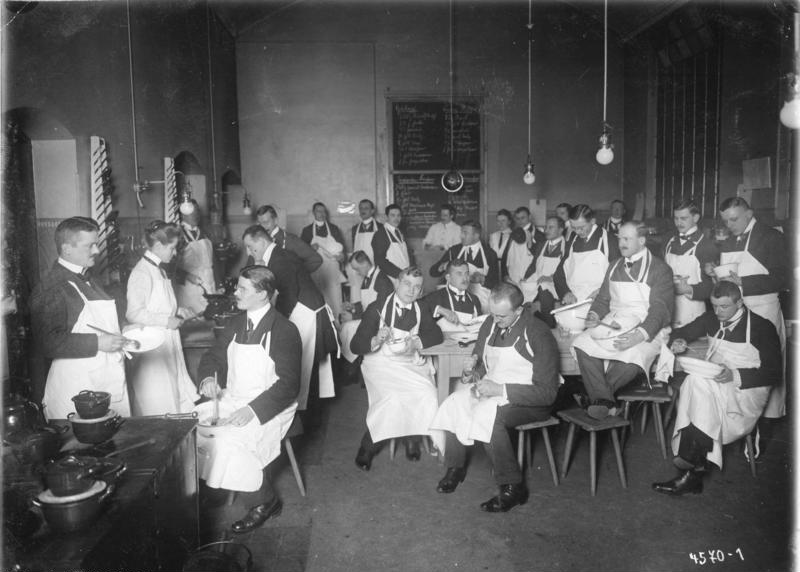
Kochkursus am Hamburgischen Kolonial-Institut unter Leitung von Professor Fülleborn (September 1921)

Fülleborn studierte von 1888 bis 1893 Medizin und Naturwissenschaften an der Universität Berlin, unter anderem bei Heinrich Wilhelm Waldeyer. 1895 wurde er promoviert.
Bereits 1896 trat er als kaiserlicher Regierungsarzt in den Dienst der Schutztruppe in Deutsch-Ostafrika und nahm an Kämpfen gegen die Wahehe teil. Zwischenzeitlich leitete er die Expeditionen in die südlichen Gebirgsregionen, zum einen in die als Nayassa-Berge bezeichneten. Eine weitere Expedition führte in die Kinga-Berge.
1901 wurde er als Stabsarzt der Schutztruppe zum Leiter der Abteilung für Tropenmedizin und Tropenhygiene am Institut für Schiffs- und Tropenkrankheiten (Hamburg; heute: Bernhard-Nocht-Institut für Tropenmedizin) ernannt. Dieses leitete er, als Nachfolger von Bernhard Nocht, von 1930 bis zu seinem Tode im Jahre 1933. Sein Nachfolger wurde Peter Mühlens. Seit 1907 hielt er einen Professorentitel. Fülleborn unternahm tropenmedizinische Forschungsreisen nach Indien, China, Ägypten sowie Nord- und Südamerika.
Von 1908 bis 1909 leitete er die von Georg Thilenius, dem Direktor des Museum für Völkerkunde Hamburg, initiierte und organisierte Hamburger Südsee-Expedition der Hamburgischen Wissenschaftlichen Stiftung, schied jedoch nach einem Jahr aufgrund von Streitigkeiten zusammen mit den meisten seiner Mitarbeiter aus. Aus der Schutztruppe schied er 1910 aus.
1911 war er in Dresden bei der Internationalen Hygiene-Ausstellung an der Konzipierung und am Aufbau vom Themenbereich Tropenhygiene neben fünf weiteren Wissenschaftlern beteiligt. Während des Ersten Weltkrieges war er zunächst Regimentsarzt an der Westfront, dann Hygieniker in Mazedonien und Frankreich. Er erhielt das Eiserne Kreuz und das Verwundetenabzeichen.
1916 übergab Carl Mense Fülleborn die Schriftleitung des "Archivs für Schiffs- und Tropenhygiene", der ersten unabhängigen tropenmedizinischen Zeitschrift Deutschlands. Weitere Schriftleiter waren Fülleborns Kollegen vom Hamburger Tropeninstitut Martin Mayer und Peter Mühlens.
Ab 1919 hielt er den Lehrstuhl für Tropenmedizin an der Universität Hamburg als außerordentlicher Professor. Ab 1921 war er Geheimer Medizinalrat. Im Jahr 1926 wurde er zum Mitglied der Leopoldina gewählt. Im Auftrag der argentinischen Regierung bekämpfte er 1927 die Wurmkrankheit Ancylostomiasis dort.

## Ehrungen
- Der im Malawisee vorkommende Schabemund-Buntbarsch (Labeotropheus fuelleborni) wurde nach ihm benannt, ebenso der Füllebornwürger (Laniarius fuelleborni), eine Vogelart aus Malawi, Sambia und Tansania.
- In Neuguinea ist nach ihm der kleine Ort Fulleborn (6° 08' 00" S, 150° 38' 00" O) benannt.

## Werke
- Der Wiederaufbau und die deutsche Wissenschaft : Festrede, geh. bei der Feier der Hamburgischen Universität zur Erinnerung an die Gründung des Deutschen Reiches am 18. Januar 1923. Halle 1923. Digitalisierte Ausgabe der Universitäts- und Landesbibliothek Düsseldorf